# Georges Canguilhem
Georges Canguilhem (Castelnaudary, 4 giugno 1904 – Le Port-Marly, 11 settembre 1995) è stato un filosofo ed epistemologo francese.

## Biografia
Georges Canguilhem (1904-1995), filosofo e storico della scienza, ha insegnato Storia della scienza alla Sorbona ed è stato direttore dell'Istituto di Storia delle Scienze di Parigi. È, con Louis Althusser e Jacques Lacan, uno dei grandi maîtres à penser della Francia del secondo dopoguerra. Fra le sue pubblicazioni più importanti, gli "Études d'histoire et de philosophie des sciences" (Vrin, 1968), "La conoscenza della vita" (Il Mulino, 1976) e "Il normale e il patologico" (Einaudi, 1998).

## Il Pensiero
Le principali opere filosofiche di Canguilhem sono Il Normale e il patologico (pubblicato 1943 e ampliato nel 1966) e La conoscenza della vita.
Il testo del 1943 è una ricerca approfondita sulla natura e il senso della nozione di normalità in medicina e in biologia, ma anche sulla produzione e l'istituzionalizzazione delle conoscenze scientifiche. Ancora oggi, Il Normale e il patologico resta un'opera fondamentale sia per l'antropologia medica sia per la storia delle idee, che ha avuto una certa risonanza anche attraverso l'influenza che questo ha esercitato su Michel Foucault e Dominique Lecourt.

## Una filosofia della scienza
Le principali opere filosofiche di Canguilhem sono Le Normal et le pathologique (pubblicato nel 1943, e completato durante una riedizione nel 1966) e La Connaissance de la vie.
Il primo lavoro è una ricerca approfondita sulla natura e il senso della nozione di normalità in medicina e in biologia, ma anche sulla produzione e l'istituzionalizzazione delle conoscenze scientifiche. Ancora oggi, "Le Normal et le pathologique" resta fondamentale sul piano dell'antropologia medica e della storia delle idee.
Il secondo è uno studio a proposito della specificità della biologia in quanto scienza, il significato storico e concettuale del vitalismo, e la possibilità di concepire l'organismo non sulla base di modelli meccanici o tecnici che permetterebbero di ridurlo a una macchina, ma piuttosto di considerarlo sotto l'angolo della sua relazione con l'ambiente in cui vive, la sua sopravvivenza (e da quel momento la sua relazione agli "errori" genetici e all'"anormalità") in questo ambiente, e il suo stato al di là di una semplice "somma delle parti". Canguilhem prende energicamente posizione in questo senso, criticando il vitalismo dei secoli XVIII e XIX, ma mettendo anche in guardia contro la riduzione della biologia alla fisica. In effetti, secondo lui, una tale riduzione priverebbe la biologia del suo proprio campo di ricerca, trasformando secondo un processo ideologico degli esseri viventi in strutture meccaniche incluse in un equilibrio fisico-chimico inadatto a rendere conto della specificità degli organismi e della complessità della vita. Più tardi, nell'Idéologie et rationalité e nel suo Histoire des sciences de la vie, sviluppò queste critiche.

## La sua opera
- Essai sur quelques problèmes concernant le normal et le pathologique (1943) riedizione sotto il titolo Le normal et le pathologique, augmenté de Nouvelles réflexions concernant le normal et le pathologique (1966), 9° ried. PUF/Quadrige, Parigi, 2005, ISBN 2-13-054958-6.
- La connaissance de la vie (1952), riedizione Vrin, Parigi, 1998.
- La formation du concept de réflexe aux XVII et XVIII siècles, PUF, Parigi, 1955.
- Du développement à l'évolution au XIX siècle (1962), Parigi, PUF/Quadrige, 2003.
- Etudes d'histoire et de philosophie des sciences (1968) 7° ried. Vrin, Parigi, 1990.
- Vie e Régulation articoli dell'Enciclopedia Universale (1974), 2ª ed. Encyclopaedia Universalis Editeur, Parigi, 1989.
- Idéologie et rationalité dans l'histoire des sciences de la vie (1977) 4° tirage della 2ª ed. Augmentée, Vrin, Parigi, 2000.
- La santé, concept vulgaire et question philosophique (1988), Sables, Pin-Balma, 1990.